# Каратак (хребет)
Каратак (до 31 июля 2023 года — Каратау) — горный хребет в Таджикистане. Занимает правый борт среднего течения реки Вахш. Южный конец хребта обрезается долиной реки Вахш в том месте, где она делает петлю у города Бохтар. У западного подножья расположен посёлок городского типа Яван. Хребет разделяет Вахшскую и Яванскую долины.
На реке Вахш был построен Байпазинский гидроузел (первая очередь) с плотиной высотой 65 м, создающей необходимый подъем воды для орошения и освоения новых земель плодородных Яванской и Обикиикской долин. Каменно-набросная плотина была создана направленным взрывом 29 марта 1968 года. Уровень воды поднялся более, чем на 50 метров. Общая масса заряда составила 1,9 тыс. т. Всего в результате взрыва в тело плотины было уложено 1,5 млн м³ грунта.
Под хребтом Каратак был построен гидротоннель (водопропускной туннель) диаметром 5,3 метров и длиной 7,5 километров. В строительстве гидротоннеля участвовал Московский Метрострой. Гидротоннель способен пропустить 70 кубометров воды в секунду. Когда вода выходит из тоннеля, она попадает в магистральный канал. В конце канала вододелитель, состоящий из трех отводов-шлюзов. Каждый из них оборудован металлическим затвором. Вода подается в два отводных канала. Один, протяженностью 34 километра, проходит по правой стороне Яванской долины. Другой, длиной 79,5 км, — по левой. Левый виток канала обеспечивает водой не только Яванскую долину. По нему транзитом проходят 15 м³/с воды, которые через тоннель длиной 5,3 км и диаметром 3 м, пробитый под хребтом Яккабурс (ранее — Джетымтау), поступают в соседнюю Обикиикскую долину.
Позднее была построена Байпазинская ГЭС.